# Zmarli w grudniu 2015

## Grudzień 2015
- 31 grudnia
  - Natalie Cole – amerykańska piosenkarka[1]
  - Roman Bartoszcze – polski polityk[2]
  - Beth Howland – amerykańska aktorka[3]
  - Stanisław Knothe – polski inżynier górnictwa, członek rzeczywisty PAN[4]
  - Wanda Leyko – polski biolog, specjalistka biofizyki, prof. zw. dr hab., prezes Polskiego Towarzystwa Biofizycznego[5]
  - Tadeusz Mieczkowski – polski popularyzator sportu, specjalista metodyki wychowania fizycznego, profesor Uniwersytetu Szczecińskiego[6]
  - Christer Olsson – norweski przedsiębiorca, prezes Zarządu Stolt-Nielsen Limited[7]
  - Marvin Panch – amerykański kierowca serii NASCAR[8]
  - Wayne Rogers – amerykański aktor[9]
  - Daniel Ryan – amerykański biskup katolicki[10]
  - Tadeusz Sulima – polski działacz podziemia niepodległościowego w czasie II wojny światowej, profesor Politechniki Wrocławskiej[11]
- 30 grudnia
  - Doug Atkins – amerykański futbolista[12]
  - Howard Davis – amerykański bokser, mistrz olimpijski z 1976[13]
  - Władysław Gazda – polski samorządowiec, burmistrz Biecza (1990–1998)[14][15]
  - Juliusz Grzegorz Gerung – polski działacz kombatancki, prezes Związku Młodocianych Więźniów Politycznych lat 1944–1956 „Jaworzniacy”[16]
  - Andrzej Lachowicz – polski fotograf[17]
  - Maria Roszkowska-Blaim – polski pediatra, współtwórczyni polskiej nefrologii dziecięcej, prof. dr hab. n. med.[18]
  - Janina Zamojska – polska działaczka podziemia niepodległościowego w czasie II wojny światowej[19]
- 29 grudnia
  - Billie Allen – amerykańska aktorka[20]
  - Andrzej Flank – polski urzędnik państwowy i samorządowy, wicewojewoda wałbrzyski (1981–1984)[21]
  - Mariusz Guzenda – polski działacz sportowy i samorządowy, wiceprezydent Gorzowa Wielkopolskiego (1999–2005), prezes Stali Gorzów Wielkopolski (2002–2005)[22][23]
  - Krzysztof Jakubowski – polski rzeźbiarz, doktor habilitowany, nauczyciel akademicki Wydziału Architektury Politechniki Białostockiej[24]
  - Elżbieta Krzesińska – polska lekkoatletka[25]
  - Frank Malzone – amerykański baseballista[26]
  - Kim Yang Gŏn – północnokoreański polityk[27]
  - Pavel Srniček – czeski piłkarz[28]
- 28 grudnia
  - John Bradbury – angielski perkusista, muzyk zespołu The Specials[29]
  - Guru Josh – brytyjski muzyk grający acid house, z zawodu stomatolog[30]
  - Leszek Kędracki – polski klawesynista, prof. zw. dr hab. Uniwersytetu Muzycznego Fryderyka Chopina w Warszawie[31]
  - Krzysztof Kostyrko – polski działacz partyjny, historyk sztuki i dziennikarz, chargé d’affaires ambasady PRL w Belgradzie (1986–1987)[32]
  - Lemmy Kilmister – brytyjski wokalista, autor tekstów i basista rockowych formacji Hawkwind oraz Motörhead[33]
  - Ian Murdock – amerykański informatyk, założyciel projektu Debian[34]
  - Lucien Roland Roy – kanadyjski matematyk[35]
  - Zygmunt Świechowski – polski historyk sztuki[36]
- 27 grudnia
  - Stein Eriksen – norweski narciarz alpejski, dwukrotny medalista olimpijski oraz sześciokrotny medalista mistrzostw świata[37]
  - Bartłomiej Głowacki – polski konstruktor, członek założyciel Polskiego Towarzystwa Informatycznego[38]
  - Ellsworth Kelly – amerykański rzeźbiarz i malarz[39]
  - Meadowlark Lemon – amerykański koszykarz[40]
  - Alfredo Pacheco – salwadorski piłkarz[41]
  - Andy M. Stewart – szkocki piosenkarz folkowy, autor piosenek[42]
  - Józef Trepka – polski trener piłkarski, działacz PZPN[43]
  - Haskell Wexler – amerykański operator, reżyser i producent filmowy[44]
  - Stevie Wright – australijski muzyk i kompozytor[45]
- 26 grudnia
  - Michał Skupiński – polski bokser, kick-bokser, zawodnik MMA, Mistrz Polski Karate[46]
- 25 grudnia
  - Krzysztof Bulzacki – polski publicysta[47]
  - Anna Duszak – polski językoznawca, prof. dr hab., wykładowca Uniwersytetu Warszawskiego[48]
  - Karen Friesicke – niemiecka aktorka[49]
  - George Clayton Johnson – amerykański pisarz science fiction i scenarzysta filmowy[50]
  - Maria Referowska – polski anestezjolog, dr hab. n. med., prof. nadzw Akademii Medycznej w Gdańsku[51]
  - Robert Spitzer – amerykański psychiatra żydowskiego pochodzenia[52]
  - Krzysztof Szkudlarek – polski samorządowiec, burmistrz gminy Witkowo (1994–2014)[53]
  - Jason Wingreen – amerykański aktor[54]
- 24 grudnia
  - Władimir Britaniszski – rosyjski poeta, prozaik, tłumacz i eseista[55]
  - Suprovat Chakravarty – indyjski kolarz[56]
  - Eugène Dodeigne – francuski rzeźbiarz[57]
  - William Guest(inne języki) – amerykański piosenkarz R&B i soul[58]
  - Andrzej Wójcik – polski działacz związkowy, założyciel i przewodniczący Ogólnopolskiego Związku Zawodowego Oficerów i Marynarzy[59]
- 23 grudnia
  - Hocine Aït Ahmed – algierski polityk[60]
  - Alfred Gilman – amerykański fizjolog, laureat Nagrody Nobla w dziedzinie fizjologii lub medycyny w 1994[61]
  - Don Howe – angielski piłkarz i trener piłkarski[62]
  - Sławomir Pstrong – polski reżyser, scenarzysta[63]
  - Bülent Ulusu – turecki polityk i wojskowy, premier 1980–1983[64]
  - Witold Wasilewski – polski specjalista ciepłownictwa, prof. zw. dr hab. inż.[65]
- 22 grudnia
  - John Duffy – amerykański kompozytor[66]
  - Joseph Imesch – amerykański duchowny katolicki, biskup[67]
  - Julian Kiczuła – polski działacz samorządowy i partyjny, były prezydent Tarnobrzega[68]
  - Maria Kopff – polski biolog, prof. dr hab. n. med., profesor nadzwyczajny Uniwersytetu Medycznego w Łodzi[69]
  - Freda Meissner-Blau – austriacka działaczka ekologiczna, posłanka, kandydatka w wyborach prezydenckich[70]
  - Ludwik Mysak – polski dziennikarz, dyplomata i polityk, prezydent Tarnowa (1945)[71]
- 21 grudnia
  - Dejan Brdjović – serbski siatkarz i trener[72]
  - Dioskur – erytrejski duchowny, patriarcha Erytrejskiego Kościoła Ortodoksyjnego 2007–2015[73]
  - Jan Góra – polski duchowny, dominikanin, twórca Spotkań na Lednicy[74]
  - Józef Kapel – polski działacz partyjny i ekonomista, przewodniczący PPRN w Ełku i naczelnik powiatu ełckiego, wicewojewoda suwalski (1975–1981)[75]
  - Andriej Troszczinski – kazachski hokeista i trener, ollimpijczyk[76]
- 20 grudnia
  - Patricia Elliott – amerykańska aktorka[77]
  - Andrzej Gołda – polski jeździec, trener, sędzia i działacz sportowy[78]
  - Angela McEwan – amerykańska aktorka[79]
- 19 grudnia
  - Marek Burnat – polski matematyk[80]
  - Jimmy Hill – angielski piłkarz, trener i prezenter telewizyjny[81]
  - Kurt Masur – niemiecki dyrygent[82]
  - Dickie Moore – kanadyjski hokeista[83]
- 18 grudnia
  - Luc Brewaeys – belgijski kompozytor i muzyk[84]
  - Vittore Gottardi – szwajcarski piłkarz[85]
  - Léon Mébiame – gaboński polityk, premier 1975–1990[86]
  - Placidus Nkalanga – tanzański duchowny katolicki, biskup[87]
- 17 grudnia
  - Uładzimir Kaściukou – białoruski piłkarz, trener piłkarski[88]
  - Maria Ozga-Zielińska – polski hydrolog, prof. dr hab. inż., członek prezydium Komitetu Gospodarki Wodnej Polskiej Akademii Nauk[89]
  - Joseph Roduit – szwajcarski duchowny katolicki, kanonik regularny, opat Saint-Maurice[90]
  - Maciej Szczepański – polski publicysta i dziennikarz, prezes TVP w latach 1972–1980, działacz PZPR[91]
  - Florian Święs – polski biolog, prof. dr hab. nauk przyrodniczych, wykładowca UMCS[92]
- 16 grudnia
  - Noboru Ando – japoński aktor[93]
  - Anna Choynowska – Polka wyróżniona medalem „Sprawiedliwy wśród Narodów Świata”[94]
  - Peter Dickinson(inne języki) – brytyjski pisarz[95]
  - Snuff Garrett – amerykański producent muzyczny[96]
  - Jacek Ogrodowczyk – polski scenograf filmowy[97]
  - Joseph Tellechéa – francuski piłkarz[98]
  - Zbigniew Wójcik – polski samorządowiec i geodeta, starosta proszowicki (2006–2014)[99]
- 15 grudnia
  - Jarosław Augustowski – polski samorządowiec i nauczyciel, starosta grajewski (2002–2015)[100]
  - Antoni Bieniaszewski – polski działacz podziemia niepodległościowego w czasie II wojny światowej, kawaler Orderu Virtuti Militari[101]
  - Włodzimierz Braniecki – polski dziennikarz, publicysta i działacz kulturalny, pomysłodawca Medalu Młodej Sztuki[102]
- 14 grudnia
  - Armando Cossutta – włoski polityk, działacz komunistyczny[103]
  - Glen Sonmor – kanadyjski hokeista i trener[104]
  - Jerzy Śpiewak – polski ekonomista i samorządowiec, prezydent Tychów (1990–1991)[105]
  - Wadym Tyszczenko – ukraiński piłkarz i trener piłkarski[106]
  - Czesław Woźniak – polski matematyk, prof. zw. dr hab. inż.[107][108]
- 13 grudnia
  - Benedict Anderson – amerykański historyk i politolog[109]
  - Luigi Creatore – amerykański autor piosenek i reżyser dźwięku[110]
  - Barbara Falandysz – polska prawnik[111][112]
  - Czesław Zdanowicz – polski działacz podziemia niepodległościowego w czasie II wojny światowej, Honorowy Obywatel Świebodzina[113]
- 12 grudnia
  - Jerzy Biedrzycki – polski dziennikarz, popularyzator wędkarstwa[114]
  - Pawieł Driomow – ukraiński Kozak, jeden z liderów prorosyjskich separatystów w Ługańskiej Republice Ludowej[115]
  - Józef Stanisław Mujta – polski historyk, nauczyciel i regionalista, dyrektor Muzeum Technik Ceramicznych w Kole[116]
  - Rose Siggins – amerykańska aktorka[117]
- 11 grudnia
  - Tadeusz Dutkiewicz – polski farmaceuta, prof. dr hab. n. farm., rektor Wyższej Szkoły Zawodowej Łódzkiej Korporacji Oświatowej[118]
  - Jake Howard – australijski rugbysta i trener[119]
  - Andrzej Lewandowski – polski dziennikarz sportowy[120]
  - Jiří Paďour – czeski duchowny katolicki, biskup[121]
  - Jan Raszeja – polski dziennikarz[122]
  - Zdzisław Romanowski – polski prozaik i dziennikarz[123]
  - John Williams – amerykański koszykarz[124]
- 10 grudnia
  - Maurice Graham – australijski rugbysta, reprezentant Nowej Zelandii, trener i działacz sportowy[125]
  - Jan Kmita – polski inżynier, prof. zw. dr hab. nauk technicznych o specjalności budowa mostów, rektor Politechniki Wrocławskiej[126][127]
  - Dermot O’Mahony – irlandzki duchowny katolicki, biskup[128]
  - Arnold Peralta – honduraski piłkarz[129]
  - Zygmunt Piekacz – polski rzeźbiarz, pedagog[130]
  - Zygmunt Rymuza – polski specjalista w zakresie budowy i eksploatacji maszyn, prof. dr hab. inż., wykładowca Politechniki Warszawskiej[131]
  - Dolph Schayes – amerykański koszykarz i trener[132]
- 9 grudnia
  - Soshana Afroyim – austriacka malarka[133]
  - Andrzej Brudzyński – polski specjalista w zakresie gorzelnictwa i piwowarstwa, dr hab. inż.[134]
  - Andrzej Dziewiątkowski – wykładowca akademicki, rektor Wyższej Szkoły Zarządzania w Częstochowie[135]
  - Carlo Furno – włoski duchowny katolicki, dyplomata watykański, kardynał[136]
  - Wiesława Gołajewska – polska artystka plastyk, projektantka ceramiki[137]
  - Jan Roman Haftek – polski lekarz neurochirurg, profesor medycyny[138]
  - Akiyuki Nosaka – japoński pisarz, piosenkarz i działacz polityczny[139]
  - Robert Pepliński – polski rzeźbiarz, współtwórca Pomnika Poległych Stoczniowców[140]
  - Igino Rizzi – włoski skoczek narciarski[141]
  - Julio Terrazas Sandoval – boliwijski duchowny katolicki, kardynał[142]
  - Matthew Shija – tanzański duchowny katolicki, biskup[143]
  - Stanisław Stoliński – polski działacz i sędzia kręglarski[144]
  - Wojciech Szczudło – polski producent filmów dokumentalnych[145]
- 8 grudnia
  - Mattiwilda Dobbs – afroamerykańska śpiewaczka operowa[146]
  - Jerzy Furmanek – polski siłacz i kulturysta[147]
  - Janusz Hierzyk – polski alpinista i taternik, współautor raportu taterników[148]
  - Alan Hodgkinson – angielski piłkarz[149]
  - Bonnie Lou – amerykańska piosenkarka i prezenterka radiowa[150]
  - Janusz Odrowąż-Pieniążek – polski historyk literatury, pisarz i muzeolog[151]
  - Anthony Francis Sharma – indyjski duchowny katolicki, biskup[152]
  - Douglas Tompkins – amerykański ekolog i biznesmen[153]
  - John Trudell – amerykański Indianin Santee, działacz społeczno-polityczny, poeta, muzyk i aktor[154]
- 7 grudnia
  - Martin E. Brooks – amerykański aktor[155]
  - Heinz Fricke – niemiecki dyrygent[156]
  - Gerhard Lenski – amerykański socjolog[157]
  - Rrok Mirdita – albański biskup katolicki, prymas Albanii[158]
  - Michel Pomathios – francuski rugbysta, działacz samorządowy, trener i działacz sportowy[159]
  - Marian Pozorek – polski piekarz, założyciel i kierownik Warszawskiego Muzeum Chleba[160]
  - Elaine Riley – amerykańska aktorka[161]
  - Shirley Stelfox – brytyjska aktorka[162]
  - Peter Westbury – brytyjski kierowca wyścigowy[163]
- 6 grudnia
  - Stefan Borzęcki – polski rzeźbiarz, profesor ASP w Krakowie[164]
  - Stefan Figlarowicz – polski fotograf[165]
  - Zbyszko Kazimierski – polski specjalista mechaniki płynów, prof. dr hab. inż., wykładowca PŁ[166]
  - Grzegorz Kurkiewicz – polski dziennikarz i publicysta[167]
  - Franzl Lang – alpejski jodler z Bawarii w Niemczech[168]
  - Mariuccia Mandelli – włoska projektantka mody, przedsiębiorca[169]
  - Mike Mangold – amerykański pilot sportowy[170]
  - Jerzy Niśkiewicz – polski geolog, profesor Uniwersytetu Wrocławskiego[171]
  - Tomasz Rospara – polski koszykarz[172]
  - Nicholas Smith – brytyjski aktor[173]
  - Roman Witek – polski chirurg, dr hab. med.[174]
  - Holly Woodlawn – amerykańska aktorka[175]
- 5 grudnia
  - Luigi Conti – włoski duchowny rzymskokatolicki, arcybiskup[176]
  - Władysław Gosiewski – polski specjalista w zakresie ogrodnictwa, prof. dr hab., pracownik SGGW[177]
  - Tadeusz Morawski – polski aktor[178]
  - Kazimierz Maciej Nawrocki – polski motolotniarz, mistrz i wicemistrz Polski w klasie WL-2[179]
  - Stanisław Nitecki – polski działacz opozycji demokratycznej w okresie PRL, kawaler Krzyża Oficerskiego Orderu Odrodzenia Polski[180]
  - Dimityr Popow – bułgarski prawnik, polityk, premier Bułgarii 1990–1991[181]
  - Tibor Rubin – węgierski więzień KL Mauthausen-Gusen żydowskiego pochodzenia, uczestnik wojny koreańskiej, kawaler Medalu Honoru[182]
- 4 grudnia
  - Chris Carney – amerykański muzyk, wokalista The Prom Kings, mąż Tiffany Thornton[183]
  - Eric De Vlaeminck – belgijski kolarz przełajowy i szosowy[184]
  - Ricardo Guízar Díaz – meksykański duchowny rzymskokatolicki, arcybiskup[185]
  - Wiesław Kędzia – polski piłkarz[186]
  - Andrzej Leosz – polski chemik, dziennikarz prasy branżowej, pułkownik WP, prezes Zarządu Głównego Stowarzyszenia Chemików Wojskowych RP[187][188]
  - Robert Loggia – amerykański aktor[189]
  - Bohdan Mikuć – polski aktor[190]
  - Josi Sarid – izraelski dziennikarz, polityk[191]
- 3 grudnia
  - Gladstone Anderson – jamajski pianista[192]
  - Eevi Huttunen – fińska łyżwiarka szybka[193]
  - Grzegorz Kotlarski – polski historyk i filozof, profesor UAM w Poznaniu[194]
  - Scott Weiland – amerykański wokalista, autor tekstów i piosenek[195]
  - Władimir Żeleznikow – rosyjski pisarz[196]
- 2 grudnia
  - Bohdan Bartosiewicz – polski koszykarz i trener koszykówki[197]
  - Sandy Berger – amerykański doradca polityczny[198]
  - Józef Bojanowski – polski działacz podziemia niepodległościowego w czasie II wojny światowej, kawaler Orderu Virtuti Militari[199]
  - Bryony Brind – angielska tancerka baletowa[200]
  - John Eaton – amerykański kompozytor[201]
  - Gabriele Ferzetti – włoski aktor[202]
  - Ferenc Juhász – węgierski poeta[203]
  - Ernst Larsen – norweski lekkoatleta[204]
  - Will MacMillan – amerykański aktor[205]
  - John Osborn – brytyjski polityk, deputowany krajowy i europejski[206]
  - A. Sheriff – indyjski scenarzysta i reżyser[207]
  - Anthony Valentine – angielski aktor[208]
  - Luz Marina Zuluaga – kolumbijska modelka, Miss Universe (1958)[209]
  - Joan L. Mitchell – amerykańska informatyczka, pionierka algorytmów kompresji danych, współwynalazca formatu JPEG
- 1 grudnia
  - Jesús Arias – hiszpański muzyk i dziennikarz[210]
  - Andrzej Baczyński – polski duchowny rzymskokatolicki, teolog, etyk mediów, prof. dr hab., nauczyciel akademicki UPJPII[211]
  - Rob Blokzijl – holenderski fizyk i informatyk[212]
  - Idwar al-Charrat – egipski pisarz[213]
  - Joseph Engelberger – amerykański inżynier, „ojciec robotyki”[214]
  - Leonardo Franco – urugwajski muzyk[215]
  - Robert E. Glennen – amerykański rektor[216]
  - Roman Kulej – polski działacz państwowy, przewodniczący MRN w Mysłowicach, naczelnik i prezydent Dąbrowy Górniczej (1972–1981)[217]
  - Jim Loscutoff – amerykański koszykarz[218]
  - Antonio Troyo Calderón – kostarykański duchowny rzymskokatolicki, biskup[219]